# Hermann Rudolph (Journalist)
Hermann Rudolph (* 15. März 1939 in Oschatz in Sachsen) ist ein deutscher Journalist und war bis Ende 2013 Mitherausgeber der Zeitung Der Tagesspiegel, deren Chefredakteur er zuvor war. Er schreibt weiterhin für den Tagesspiegel.

## Leben
Rudolph wuchs in der DDR auf. Nach Abitur und Redaktionsvolontariaten bei Zeitungen der Ost-CDU gelang ihm 1959 die Flucht in die Bundesrepublik Deutschland. In Freiburg, München und Tübingen studierte er Literatur- und Sozialwissenschaften, 1969 wurde er an der Universität Tübingen mit einer Arbeit über das kulturell-politische Denken Hugo von Hofmannsthals promoviert (Kulturkritik und konservative Revolution).
Seine journalistische Laufbahn setzte Rudolph 1970 bei der Frankfurter Allgemeinen Zeitung fort. 1980 wechselte er als innenpolitischer Redakteur zur Wochenzeitung Die Zeit. 1983 übernahm er für drei Jahre die Leitung der Abteilung Politik und Zeitgeschehen beim Deutschlandfunk, dann ging er zur Süddeutschen Zeitung. Nach der deutschen Wiedervereinigung wurde er 1991 Chefredakteur beim Berliner Tagesspiegel. Später war Mitherausgeber des Tagesspiegels. Als Mitherausgeber schied er Ende 2013 aus Altersgründen aus. Er schreibt weiterhin, wenn auch unregelmäßig, für den Tagesspiegel.
Rudolph wurde unter anderem mit dem Theodor-Wolff-Preis (1977) und dem Karl-Hermann-Flach-Preis (1993) ausgezeichnet. Von 1981 bis 1985 war er Mitglied des Beirats der Friedrich-Naumann-Stiftung.

## Schriften (Auswahl)
- Richard von Weizsäcker. Berlin: Rowohlt Berlin, 2010.
- Das erste Jahrzehnt. Stuttgart: Dt. Verl.-Anst., 2000.